# Iphiaulax kuehnii
Iphiaulax kuehnii är en stekelart som beskrevs av Cameron 1912. Iphiaulax kuehnii ingår i släktet Iphiaulax och familjen bracksteklar. Inga underarter finns listade i Catalogue of Life.